# カブヤオ
カブヤオ([kɑːbuːˈjɑːw]; [kabuˈjɐw])(フィリピン語: Lungsod ng Kabuyaw)(ISO: PH-40; PSGC: 043404000)
はフィリピンのルソン島のカラバルソン地方のラグナ州の都市である。2010年時点の人口は約24.8万人だった。

かつては多くの移民が工場で働いており、「最も裕福な町」だった。

ネスレ、アジア醸造所、サン・ミゲル、タンドゥアイ、ワイス、P&G、経済特区、ラグナ・マラヤン大学が立地する。

## 地理
カブヤオはマニラ首都圏43km南東に位置し、ラグナ州の東部に当たる。州都のサンタ・クルズから54km、地方の中心のカランバ中心部から9km離れている。バエ湖に接し、kanduli、biya、talapia、ayungin、hito、karpa、mamale、bangus、dalag、papalo、kakasuhet、dulong等の魚が獲れる。

カブヤオには4本に川が流れる。

- カブヤオ川：サンタ・ロサとの境界を流れる。
- ニウガン・サラ川：市内を流れる。
- ティワイ・ティワイ川：バエ湖に流れ込む。
- サン・クリストバル川：カランバとの境界を流れる。

2004年時点で田圃は約9.4km2有った。

米の他ににんにく、ズッキーニ、西瓜、パイナップル、コーヒー等が栽培されている。

## 気候
| Cabuyao City, Laguna, Philippinesの気候 | Cabuyao City, Laguna, Philippinesの気候 | Cabuyao City, Laguna, Philippinesの気候 | Cabuyao City, Laguna, Philippinesの気候 | Cabuyao City, Laguna, Philippinesの気候 | Cabuyao City, Laguna, Philippinesの気候 | Cabuyao City, Laguna, Philippinesの気候 | Cabuyao City, Laguna, Philippinesの気候 | Cabuyao City, Laguna, Philippinesの気候 | Cabuyao City, Laguna, Philippinesの気候 | Cabuyao City, Laguna, Philippinesの気候 | Cabuyao City, Laguna, Philippinesの気候 | Cabuyao City, Laguna, Philippinesの気候 | Cabuyao City, Laguna, Philippinesの気候 |
| 月                                      | 1月                                     | 2月                                     | 3月                                     | 4月                                     | 5月                                     | 6月                                     | 7月                                     | 8月                                     | 9月                                     | 10月                                    | 11月                                    | 12月                                    | 年                                      |
| --------------------------------------- | --------------------------------------- | --------------------------------------- | --------------------------------------- | --------------------------------------- | --------------------------------------- | --------------------------------------- | --------------------------------------- | --------------------------------------- | --------------------------------------- | --------------------------------------- | --------------------------------------- | --------------------------------------- | --------------------------------------- |
| 最高気温記録 °C （°F）                  | 35 (95)                                 | 35 (95)                                 | 36 (97)                                 | 37 (99)                                 | 38 (100)                                | 38 (100)                                | 38 (100)                                | 36 (97)                                 | 35 (95)                                 | 35 (95)                                 | 35 (95)                                 | 34 (93)                                 | 38 (100)                                |
| 平均最高気温 °C （°F）                  | 30 (86)                                 | 31 (88)                                 | 32 (90)                                 | 33 (91)                                 | 33 (91)                                 | 32 (90)                                 | 31 (88)                                 | 30 (86)                                 | 31 (88)                                 | 30 (86)                                 | 30 (86)                                 | 30 (86)                                 | 31 (88)                                 |
| 平均最低気温 °C （°F）                  | 21 (70)                                 | 22 (72)                                 | 22 (72)                                 | 24 (75)                                 | 25 (77)                                 | 25 (77)                                 | 24 (75)                                 | 23 (73)                                 | 23 (73)                                 | 23 (73)                                 | 23 (73)                                 | 22 (72)                                 | 23 (73)                                 |
| 最低気温記録 °C （°F）                  | 14 (57)                                 | 14 (57)                                 | 16 (61)                                 | 16 (61)                                 | 17 (63)                                 | 20 (68)                                 | 22 (72)                                 | 21 (70)                                 | 21 (70)                                 | 21 (70)                                 | 19 (66)                                 | 17 (63)                                 | 14 (57)                                 |
| 出典：Weatherbase                       |                                         |                                         |                                         |                                         |                                         |                                         |                                         |                                         |                                         |                                         |                                         |                                         |                                         |

## 歴史

### 王国時代
紀元前300年頃、マレー人がフィリピンに到着した。バエ湖周辺に定住したマレー人にいよって、マニラは商業・貿易の中心として栄えた。中国人、アラブ人、他のマレー系民族と交易が行われた。外国人商人は湖周辺に村を創った。マレーシアやインドネシア、インドシナから来たマレー人が、湖の西に「タブコ」(現地語で境界)という巨大な村を創った。

### スペイン植民地時代
1570年、ミゲル・ロペス・デ・レガスピがマニラを植民地にした。レガスピはフアン・デ・サルセード船長に、バエ湖周辺の全ての集落を征服するよう命じた。リサール州のカインタとタイタイが最初に征服された。
1571年1月16日、レガスピはタブコをエンコミエンダ制に組み込んだ。カランバとサンタ・ロサがタブコ政府に組み込まれた。この時タブコは初めて境界を持った。タブコは川の曲線部や湖に近く、船の利便性が高かった。カブヤオの木が茂っており、実はシャンプーに用いられていた。フランシスコ会の修道士がこの土地の名を現地の女性に聞くと、女性は木の名前は聞かれたと思い「カブヤオ」と答えた。以来、タブコはカブヤオと呼ばれるようになった。スペイン人はビニャン、サンタ・ロサ、カランバの範囲を支配する政府をカブヤオに設置した。  
1689年、ビニャンが分離した。その後サンタ・ロサ・デ・リマも分離した。
1896年、カヴィテ州がスペイン政府に反乱を起こした。これを受けて、イサベロ・ヴィルトゥシオはスペイン軍と戦う義勇軍を募った。ヴィルトゥシオは異なる革命軍をまとめ、パシアノ・リサール将軍に合流した。リサールはフィリピンの英雄のホセ・リサールの兄である。
1898年、フィリピン人による2年間に及ぶゲリラ攻撃を受け、スペイン軍は降伏した。

### アメリカ植民地時代
1899年、スペインからの独立を祝う間も無く、アメリカ軍がカブヤオを訪れ占領した。この時起きた戦闘で多くのフィリピン人が殺害された。最初の頃は、アメリカ軍への降伏を拒否したフィリピン兵によって頻繁に強盗が起きた。アメリカ軍は彼らを逮捕し、拷問した。

### 日本統治時代
1942年1月1日、日本軍がカブヤオを占領した。占領下で複数のゲリラ組織が結成された。カブヤオでは日本軍とフィリピン人の衝突は起きなかった。

### アメリカによる再占領
1944年9月21日、アメリカ軍がマニラへの爆撃を開始した。当時、ニコラス・ソリアノ大佐率いるゲリラがカブヤオを支配していた。その為、アメリカ・フィリピン連合軍がカブヤオに入った時、衝突は起きなかった。アメリカはすぐにフィリピン市民問題組織(PCAU)を設立した。PCAUは周辺自治体からの避難民やカブヤオ市民に食料や衣服を提供した。

### フィリピン独立
1946年7月4日、マニラ条約によってフィリピンは独立した。マニュエル・ロクサスが初代大統領になった。
1986年、エドゥサ革命が起きる。
2012年8月4日、ラグナ州で5番目の独立市になる。

## 宗教
カブヤオ市民の多くがキリスト教徒で、その内93%がローマ・カトリックを信仰する。

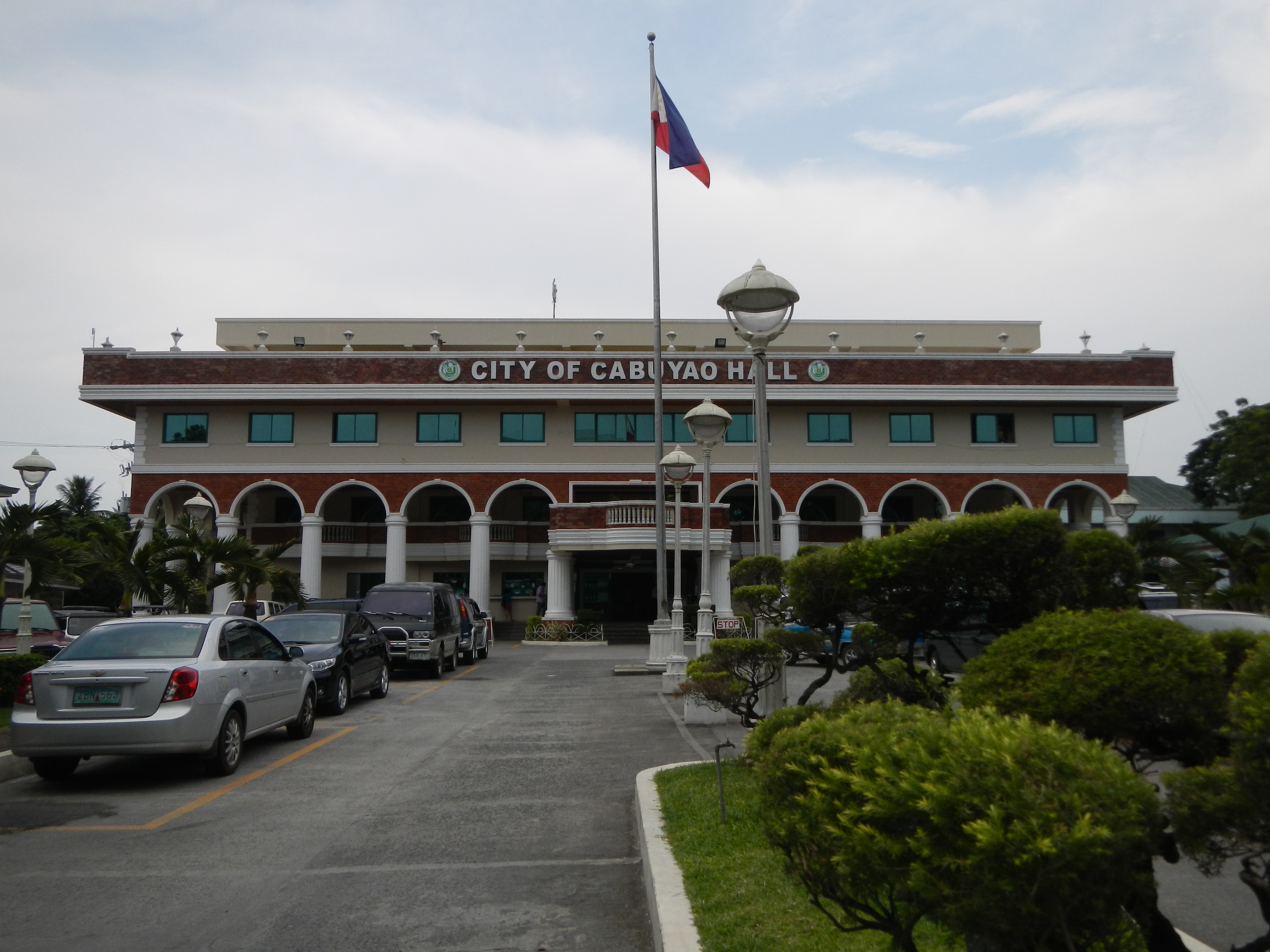
カブヤオ市役所

## 姉妹都市

### 国内
| 姉妹都市 | 州       |
| -------- | -------- |
| ビニャン | ラグナ州 |
| リリウ   | ラグナ州 |

### 国外
| 姉妹都市       | 国           |
| -------------- | ------------ |
| バフムート     | ウクライナ   |
| タイパルサーリ | フィンランド |